# Benjamin Leuchter
Benjamin Leuchter (Duisburg, 22 november 1987) is een Duits autocoureur.

## Carrière
Leuchter begon zijn autosportcarrière in 2002 in het karting, waarin hij tot 2003 actief bleef. In 2004 maakte hij de overstap naar het formuleracing, waarbij hij zijn debuut maakte in de Duitse Formule BMW bij het team Josef Kaufmann Racing. Hij behaalde vier punten met twee negende plaatsen op de Lausitzring en de Hockenheimring en werd negentiende in het kampioenschap. In 2005 stapte hij over naar het Team Lauderbach Motorsport en werd vierde en zesde in het eerste raceweekend op Hockenheim. Na vier raceweekenden, waarin hij verder geen punten scoorde, verliet hij het kampioenschap. In 2006 reed hij in het laatste weekend van het Duitse Formule 3-kampioenschap op de Motorsport Arena Oschersleben bij het team Rennsport Rössler en werd veertiende en negende in de races.
In 2007 reed Leuchter geen races, maar in 2008 keerde hij terug in de autosport om deel te nemen aan de 24 uur van de Nürburgring, waarin hij vierde werd in de SP1/2-klasse. In 2009 maakte hij de overstap naar de ADAC Procar Series en werd tiende in de tweede divisie.
In 2015 keerde Leuchter terug in de racerij, waarbij hij debuteerde in de VLN in de BMW M235i Racing Cup en zesde werd in deze klasse. In 2016 werd hij tiende in het kampioenschap in dezelfde klasse. Daarnaast maakte hij dat jaar zijn debuut in het ADAC TCR Germany Touring Car Championship voor het team Racing One in een Volkswagen Golf GTI TCR. Hij behaalde twee podiumplaatsen op Oschersleben en de Sachsenring en werd vijfde in de eindstand.
In 2017 keerde Leuchter terug naar de VLN, nu in de TCR-klasse. Hij behaalde meerdere overwinningen, waaronder de klasse-overwinning in de 24 uur van de Nürburgring, en werd direct kampioen in de klasse. Aan het eind van dat jaar maakte hij zijn debuut in de TCR International Series voor het team WestCoast Racing in een Volkswagen Golf GTI TCR. In de eerste race werd hij dertiende, maar in de tweede race eindigde hij als zesde, wat hem acht kampioenschapspunten opleverde.